# Кістоленський Миколаївський монастир
Кістоленський (Садаклійський) Миколаївський монастир (рум. Mănăstirea Chistoleni) — жіночий монастир Кагульської та Комратської єпархії Російської православної церкви, розташований поблизу села Садаклія Бессарабського району Молдови.

## Історія
Монастир був заснований у 1932 році Бессарабським митрополитом Гурієм (Гросу) на земельній ділянці площею 50 гектарів, подарованою селянином Василем Пістолом (Кістолом) із села Садаклія (згодом прийняв постриг з ім'ям Варсонофій). Першим настоятелем став ігумен Іакінф (Чобану), який був учнем митрополита Гурія. 1932 року до чернечої громади входило 20 осіб. Митрополит Гурій виявляв особливу турботу до монастиря, тому його називали монастирем митрополита Гурія.
У 1936 році під тиском короля Кароля II митрополита Гурія відправили у відставку. У 1937 році монастир закрили та перетворили на концентраційний табір для священнослужителів. У ньому трималося не менше 33 кліриків. З 20 грудня 1938 року табір перетворили на жіночий. Весною 1940 року всі ув'язнені були звільнені. Почалося відродження обителі, яке у червні того ж року перервано приєднанням Бессарабії до СРСР. 24 жовтня 1941 року, після повернення румунських військ, Синод Румунської православної церкви ухвалив рішення про відродження обителі як Садаклійського жіночого монастиря. Назва була змінена, щоб не згадувати митрополита Гурія, який був у немилості у короля. В обитель переселили насельниць із Варзарештського монастиря на чолі з ігуменею Веронікою. У лютому 1943 року черниці були змушені перебратися в скит у селі Ісерлія . З цього часу монастир згадується як Садаклійсько-Ісерлійський. У монастирському комплексі влаштували табір для військовополонених, а після повернення радянських військ — для політв'язнів. У 1950 році в ньому відкрили лікарню. Згодом лікарня була закрита, а монастирські будівлі були зруйновані та розібрані на будматеріали..
27 травня 1997 року відроджений як Кістоленський (на згадку про першого ктитора Василя Кістола) жіночий гуртожильний монастир в ім'я святителя Миколи Чудотворця. До 2007 року монастир очолювала черниця Валерія (Онілова). 21 травня 2006 року єпископ Кагульський та Комратський Анатолій (Ботнар) освятив престол монастирської церкви в ім'я святителя Миколи Чудотворця. У 2005—2007 роках збудовано новий келійний корпус та трапезна. З 2007 року щодня відбуваються служби молдавською та церковнослов'янською мовами. 25 травня 2010 року єпископ Анатолій освятив закладку нової церкви.

## Дивись також
- Кістол (молдавське прізвище)